# Мошешти (Бузау)
Мошешти (рум. Moșești) насеље је у Румунији у округу Бузау у општини Робеаска. Oпштина се налази на надморској висини од 51 m.

## Становништво
Према подацима из 2002. године у насељу је живело 487 становника, од којих су сви румунске националности.